# Alexander Henry Haliday
Alexander (ook: Alexis) Henry Haliday (Holywood, County Down, 21 november 1806 - Lucca, juli 1870) was een Iers entomoloog. Hij bestudeerde alle insectenorden maar is vooral bekend vanwege zijn werk over vliesvleugeligen, tweevleugeligen en tripsen.

## Biografie
Hij werd geboren nabij Belfast in een welgestelde Anglo-Ierse protestantse familie en ging op zijn zestiende studeren aan Trinity College (Dublin), waar hij in klassieke talen werd onderwezen. Nadien studeerde hij rechten en werkte hij korte tijd aan de Ierse balie, maar gaf die baan snel op om zich aan de natuurwetenschappen te wijden. Hij had al tijdens zijn studies een eerste artikel gepubliceerd in het Zoological Journal over de insecten in het noorden van Ierland.
Haliday werd een van de vooraanstaande Britse entomologen van zijn tijd. Hij is de erkende wetenschappelijke auteur van belangrijke hogere insectentaxa, waaronder de orde van de tripsen (Thysanoptera) en de families van de tangwespen (Dryinidae) en Mymaridae. Hij was een autoriteit op het gebied van schildwespen waarvan hij verschillende onderfamilies en soorten beschreef.
Hij was een perfectionist en werd geprezen om zijn duidelijke en precieze taxonomische beschrijvingen, meestal in klassiek Latijn. Zijn Essay on the classification of parasitic Hymenoptera is een baanbrekend werk van hogere taxonomie.
Haliday verdeelde zijn tijd tussen Ierland en Lucca in Italië, waar verwanten van de familie Haliday woonden. In Italië werd hij Enrico Alessandro Haliday genoemd. Hij was medeoprichter en secretaris van het Italiaanse entomologische genootschap. Hij was onder meer lid van de Royal Irish Academy, de Belfast Natural History Society, de Società italiana di scienze naturali en een fellow van de Entomological Society of London. In 1843 werd hij benoemd tot High Sheriff van County Antrim, een grotendeels ceremoniële functie.
Hij werkte nauw samen met Francis Walker en John Curtis en correspondeerde intensief met talrijke andere Europese entomologen.